# Miki Nakatani
Miki Nakatani (中谷美紀, Nakatani Miki, nascida em 12 de janeiro de 1976) é uma atriz e cantora do Japão.

## Filmografia
- Berlin (1995) - Kyoko
- Dai shitsuren (1995)
- Ring (1998) - Mai Takano
- Rasen (1998) - Mai Takano
- Oda Nobunaga (1998) (TV) - No-Hime
- Joi (1999) TV Series
- Keizoku (1999) TV Series - Jun Shibata
- Ring 2 (1999) - Mai Takano
- Chaos (2000) - Satomi Tsushima
- Eien no ko (2000) TV Series - Yûki Kusaka
- Keizoku: The Movie (2000) - Jun Shibata
- Manatsu no Merry Christmas (2000) TV Series - Haru Hoshino
- R-17 (2001) TV Series
- Prince Shotoku (2001) (TV) - Tojiko no iratsume
- Otousan (2002) TV Series
- Believe (2002) TV Series
- When the Last Sword Is Drawn (2003) - Nui
- River of First Love (2004) - Satuki Kato
- The Hotel Venus (2004) - Wife
- Rikidozan (2004) - Aya
- Thirty Lies or So (2004) - Takarada
- Train Man (2005) - Hermes
- Loft (2005) - Reiko Hatuna
- Shisso (2005) - Akane
- Memories of Matsuko (2006) - Matsuko Kawajiri
- Christmas on July 24 Avenue (2006) - Sayuri Honda
- Silk (2007) - Madame Blanche
- Jigyaku no uta (2007) - Yukie Morita
- Hankyū Densha (2011) - Shoko

## Discografia
Singles
- MIND CIRCUS (1996,5,17)
- STRANGE PARADISE (1996,7,19)
- suna no kajitsu (砂の果実)-Miki Nakatani with Ryuichi Sakamoto (1997,3,21)
- tengoku yori yaban (天国より野蛮)-WILDER THAN HEAVEN- (1997,5,21)
- ibara no kanmuri (いばらの冠) (1997,9,3)
- chronic love (クロニック・ラブ) (1999,2,10)
- Frontier (フロンティア) (1999,7,28)
- kowareta kokoro (こわれたこころ) (2000,5,17)
- Air Pocket (エアーポケット) (2001,5,9)

Álbuns
- syokumotsu rensa (食物連鎖) (1996,9,4)
- cure (1997,9,26)
- vague (1997,11,21)
- Absolute value (1998,8,21)
- siseikatsu (私生活) (1999,11,10)
- PURE BEST (2001,9,27)
- MIKI (2001,11,12)

Vídeos
- butterfish (1997,5,21)
- Completeness (1998,8,21)
- Air Pocket (2002,2,27)

DVDs
- butterfish (2000,10,18)
- kowareta kokoro (2000,10,25)
- Air Pocket (2002,2,27)